# Quarterback titolari dei New Orleans Saints
Questi quarterback sono partiti come titolari per i New Orleans Saints della National Football League. Sono inseriti in ordine di data a partire dalla prima partenza come titolari nei Saints.

## Quarterback titolari

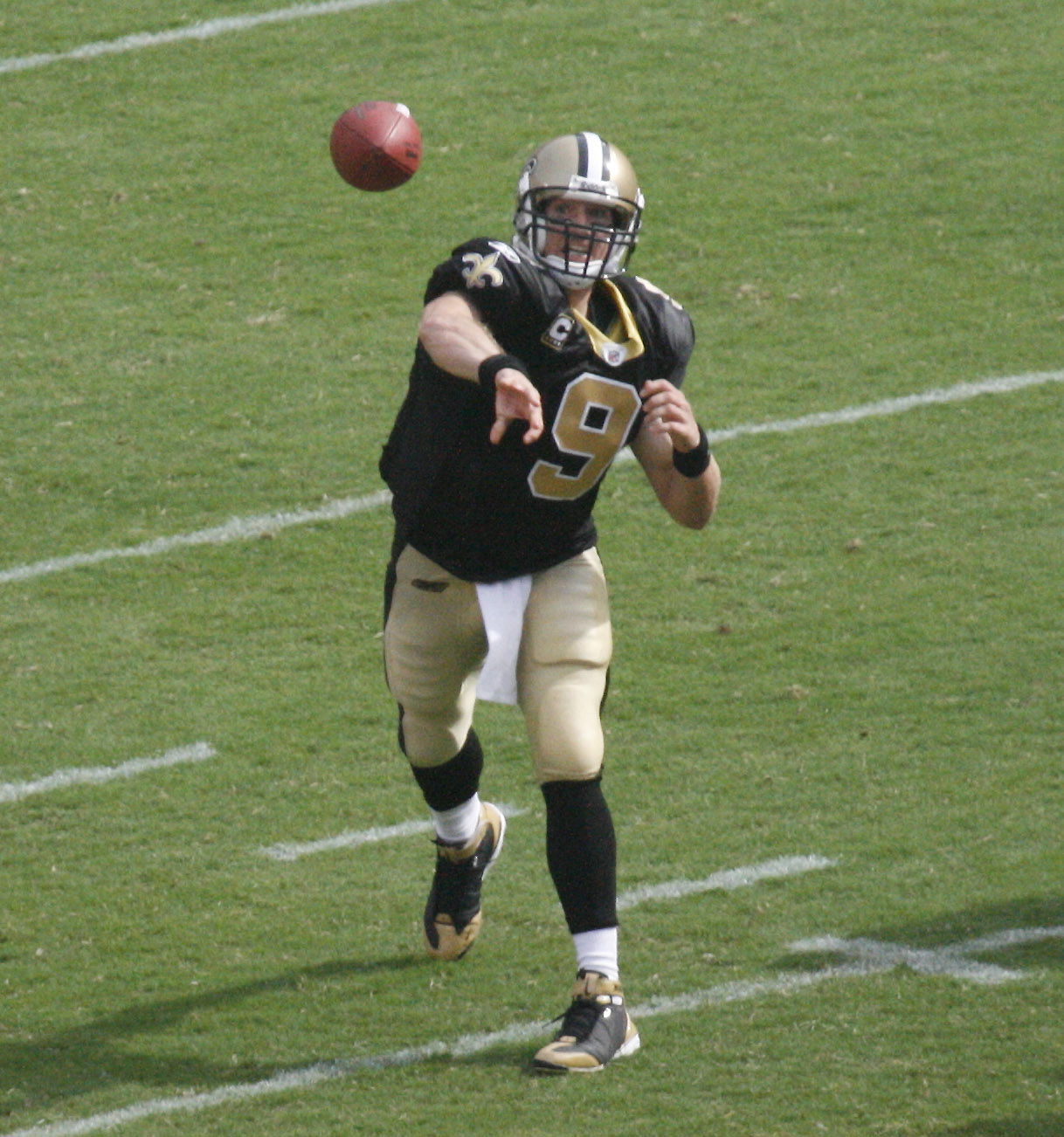
Drew Brees, 2006-2020

Aaron Brooks, 2000-2005

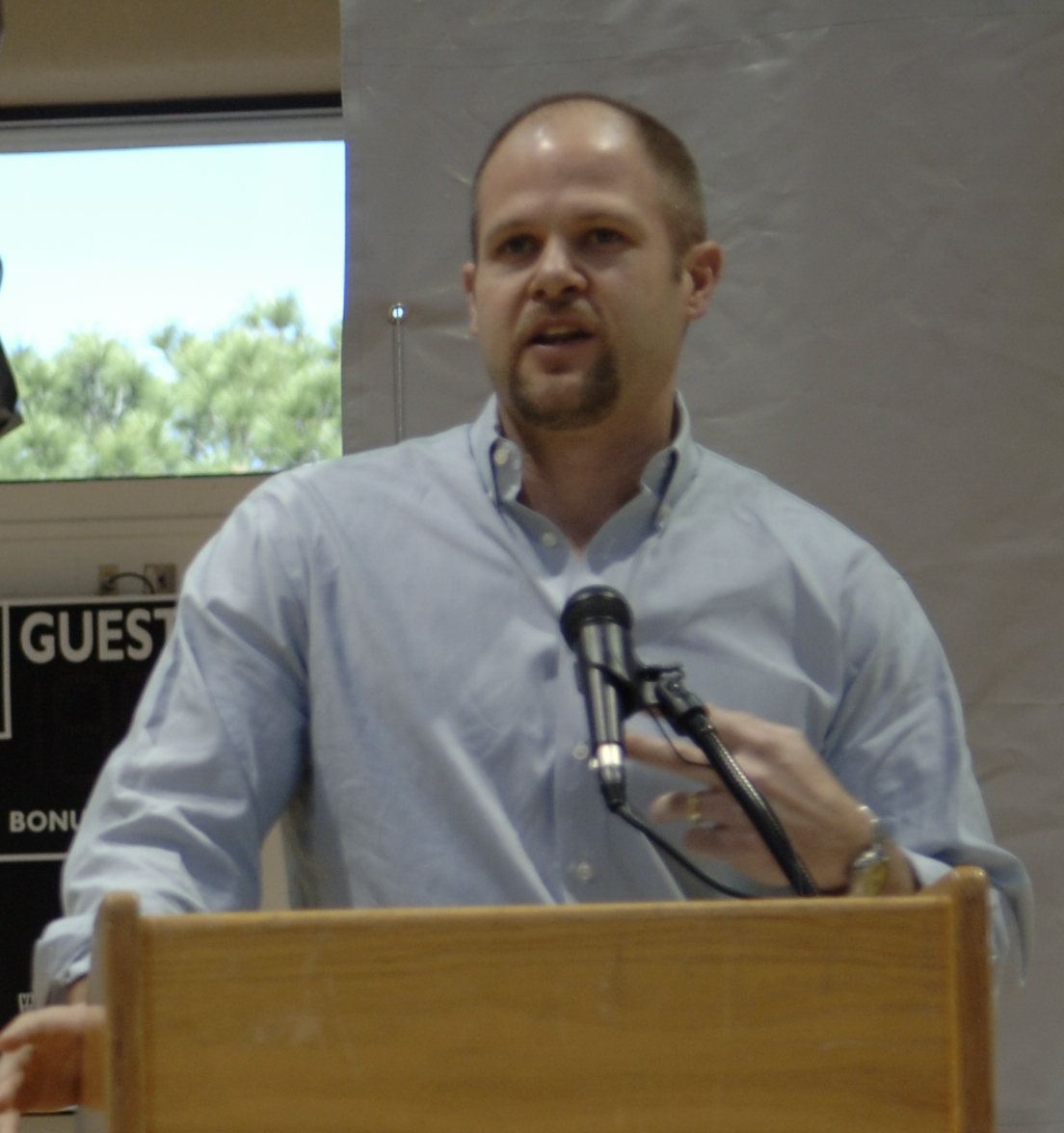
Danny Wuerffel 1997-1998

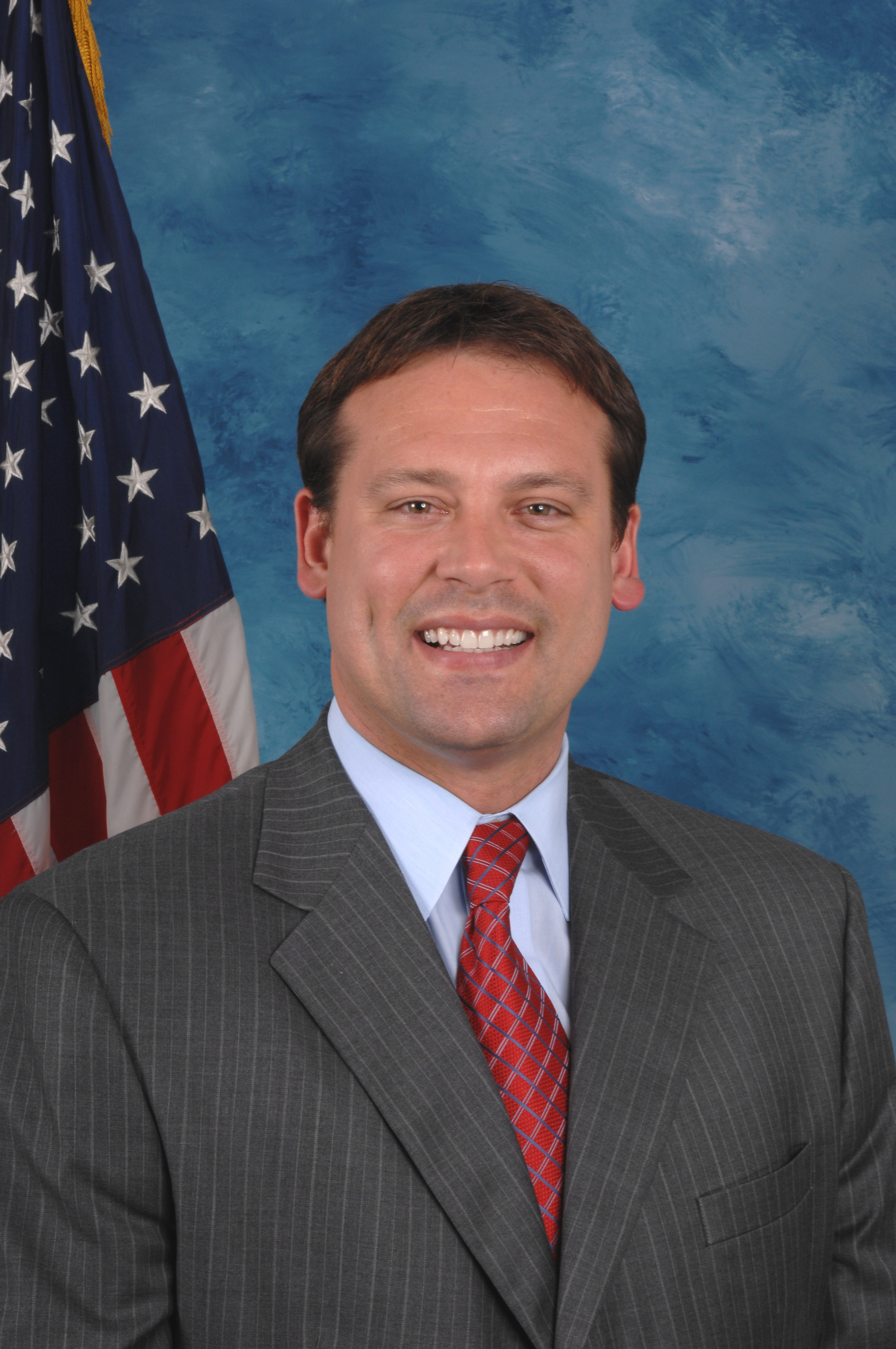
Heath Shuler, 1997

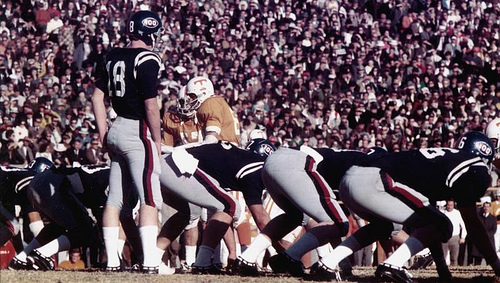
Archie Manning, 1971-1981

Lista di tutti i quarterback titolari dei New Orleans Saints. Il numero tra parentesi indica il numero di gare da titolare giocate nella stagione:

### Stagione regolare
| Quarterback titolari dei New Orleans Saints |                                                                                        |
| Stagione                                    | Quarterback                                                                            |
| 2021                                        | Jameis Winston (5)                                                                     |
| 2020                                        | Drew Brees (12) / Taysom Hill (4)                                                      |
| 2019                                        | Drew Brees (11) / Teddy Bridgewater (5)                                                |
| 2018                                        | Drew Brees (15) / Teddy Bridgewater (1)                                                |
| 2017                                        | Drew Brees (16)                                                                        |
| 2016                                        | Drew Brees (16)                                                                        |
| 2015                                        | Drew Brees (16)                                                                        |
| 2014                                        | Drew Brees (16)                                                                        |
| 2013                                        | Drew Brees (16)                                                                        |
| 2012                                        | Drew Brees (16)                                                                        |
| 2011                                        | Drew Brees (16)                                                                        |
| 2010                                        | Drew Brees (16)                                                                        |
| 2009                                        | Drew Brees (15) / Mark Brunell (1)                                                     |
| 2008                                        | Drew Brees (16)                                                                        |
| 2007                                        | Drew Brees (16)                                                                        |
| 2006                                        | Drew Brees (16)                                                                        |
| 2005                                        | Aaron Brooks (13) / Todd Bouman (3)                                                    |
| 2004                                        | Aaron Brooks (16)                                                                      |
| 2003                                        | Aaron Brooks (16)                                                                      |
| 2002                                        | Aaron Brooks (16)                                                                      |
| 2001                                        | Aaron Brooks (16)                                                                      |
| 2000                                        | Jeff Blake (11) / Aaron Brooks (5)                                                     |
| 1999                                        | Billy Joe Tolliver (7) / Billy Joe Hobert (7) / Jake Delhomme (2)                      |
| 1998                                        | Kerry Collins (7) / Danny Wuerffel (4) / Billy Joe Tolliver (4) / Billy Joe Hobert (1) |
| 1997                                        | Heath Shuler (9) / Billy Joe Hobert (4) / Danny Wuerffel (2) / Doug Nussmeier (1)      |
| 1996                                        | Jim Everett (15) / Doug Nussmeier (1)                                                  |
| 1995                                        | Jim Everett (16)                                                                       |
| 1994                                        | Jim Everett (16)                                                                       |
| 1993                                        | Wade Wilson (14) / Mike Buck (1) / Steve Walsh (1)                                     |
| 1992                                        | Bobby Hebert (16)                                                                      |
| 1991                                        | Bobby Hebert (9) / Steve Walsh (7)                                                     |
| 1990                                        | Steve Walsh (11) / John Fourcade (5)                                                   |
| 1989                                        | Bobby Hebert (13) / John Fourcade (3)                                                  |
| 1988                                        | Bobby Hebert (16)                                                                      |
| 1987                                        | Bobby Hebert (12) / John Fourcade (3)                                                  |
| 1986                                        | Dave Wilson (13) / Bobby Hebert (3)                                                    |
| 1985                                        | Dave Wilson (10) / Bobby Hebert (6)                                                    |
| 1984                                        | Richard Todd (14) / Dave Wilson (2)                                                    |
| 1983                                        | Ken Stabler (14) / Dave Wilson (2)                                                     |
| 1982                                        | Ken Stabler (8) / Guido Merkens (1)                                                    |
| 1981                                        | Archie Manning (11) / Dave Wilson (4) / Bobby Scott (1)                                |
| 1980                                        | Archie Manning (16)                                                                    |
| 1979                                        | Archie Manning (16)                                                                    |
| 1978                                        | Archie Manning (16)                                                                    |
| 1977                                        | Archie Manning (9) / Bobby Scott (3) / Bobby Douglass (2)                              |
| 1976                                        | Bobby Scott (8) / Bobby Douglass (6)                                                   |
| 1975                                        | Archie Manning (13) / Larry Cipa (1)                                                   |
| 1974                                        | Archie Manning (11) / Larry Cipa (2) / Bobby Scott (1)                                 |
| 1973                                        | Archie Manning (13) / Bobby Scott (1)                                                  |
| 1972                                        | Archie Manning (14)                                                                    |
| 1971                                        | Archie Manning (10) / Ed Hargett (4)                                                   |
| 1970                                        | Billy Kilmer (11) / Ed Hargett (3)                                                     |
| 1969                                        | Billy Kilmer (14)                                                                      |
| 1968                                        | Billy Kilmer (11) / Karl Sweetan (2) / Ronnie Lee South (1)                            |
| 1967                                        | Gary Cuozzo (10) / Billy Kilmer (4)                                                    |